# Oh! My! Goodness!
《Oh! My! Goodness!》는 V6의 12번째 정규 앨범이다.

## 개요
- 전작 《READY?》로부터, 3년 만의 앨범.
- 2012년 12월 27일에 도쿄·롯폰기 힐즈 아레나에서 행해진 공개 이벤트 〈V6 《ROCK YOUR SOUL》 Rock네! 이벤트〉에서 발매가 고지되었다.
- 양 A면으로 나온 싱글곡 가운데, 〈Catch〉 〈소중한 의지〉는 미수록.
- 초회 한정반 A(CD+DVD), 초회 한정반 B(CD+DVD), 통상반(CD만, 초회만 호화 소책자 사양)의 3형태 사양.
- 일부의 악곡 제작에 V6의 멤버도 참가하고 있다.

## 수록곡
1. omg!
2. Supernova
3. BING♂
4. Sexy.Honey.Bunny!
5. Maybe
6. only dreaming
7. D.I.S.
8. エキゾチック・トリップ / 이그조틱 트립
9. バリバリBUDDY! / 바리바리 BUDDY!
10. 大人Guyz / 어른 Guyz
11. ROCK YOUR SOUL
12. 線香花火 / 선향불꽃
13. 親愛なる君へ / 친애하는 그대에게
14. kEEP oN.
15. orz...

## 초회 생산 한정반 A
- DVD - Music Video+특별 영상
  - Supernova 뮤직 비디오
  - Supernova <메이킹 영상>
  - 大人Guyz / 어른 Guyz 뮤직 비디오
  - 大人Guyz / 어른 Guyz <메이킹 영상>
  - 〈V6 《ROCK YOUR SOUL》 Rock네! 발매 이벤트〉 영상

## 초회 생산 한정반 B
- DVD - 2013년 3월부터 행해지는 콘서트 투어 《V6 LIVE TOUR 2013》 신규 촬영 내림 프롤로그 영상
  - Prologue of V6 LIVE TOUR 2013

### 통상반
- 초회만 호화 소책자 사양.